# Tusk (film 2014)
Tusk è un film del 2014 scritto e diretto da Kevin Smith.
È il primo capitolo della True North Trilogy, i cui successivi capitoli sono Yoga Hosers - Guerriere per sbaglio (2016) e Moose Jaws, quest'ultimo al 2020 era ancora in lavorazione.

## Trama
Wallace Bryton gestisce un popolare podcast comico chiamato The Not-See Party insieme al suo amico e socio Teddy Craft, specializzato nel raccogliere strane storie da personaggi bizzarri; Wallace è un ragazzo borioso, ambizioso e superficiale, ha una bellissima fidanzata, Ally Leon, e nonostante il loro vicendevole amore lui la tradisce in continuazione; dal canto suo (all'insaputa di Wallace) anche Ally lo tradisce con Teddy. Il giornalista radiofonico viaggia a Winnipeg, in Canada, per intervistare un ragazzo, soprannominato Kill Bill Kid, che si è accidentalmente amputato la gamba con una katana durante una registrazione video caricata poi su YouTube, ma data l'impossibilità di farlo, visto che è morto suicida, Wallace, determinato a non sprecare il suo viaggio, va in un minimarket e nel bagno la sua attenzione viene catturata da un volantino di un anziano marinaio in pensione che cerca compagnia per raccontare aneddoti sulle sue avventure oceaniche, chiedendo in cambio solo che l'ospite faccia dei lavori di manutenzione nella sua villa. Wallace va all'indirizzo riportato nell'annuncio, sperando che possa diventare una potenziale intervista.
Dopo due ore di viaggio in auto, raggiunge la villa Pippy Hill, immersa nelle selvagge foreste di Bifrost, e viene accolto dal proprietario, Howard Howe, un uomo costretto a stare su una sedia a rotelle, che gli offre del buon tè. Wallace rimane affascinato da lui dato che dà l'impressione di essere una persona colta, spiritosa e affabile, e viene intrattenuto dai suoi racconti, come l'incontro con Ernest Hemingway avvenuto durante l'Operazione Nettuno o la spedizione navale avvenuta nel 1959 nel golfo dell'Anadyr', sulle coste meridionali della Siberia, dove la sua nave S.S. Anastasia affondò a causa di un iceberg e nel buio della notte lui nuotò verso un'isoletta, su cui trovò un tricheco con il quale sviluppò una forte amicizia e che lui chiamò "Signor Tusk". Wallace inizia a sentirsi debole, la testa comincia a girargli e perde i sensi. Il signor Howe non si scompone e dice al ragazzo svenuto che andrà tutto bene, chiamandolo, però, Signor Tusk. 
La mattina seguente, Wallace si risveglia su una sedia a rotelle e, con suo grande sconcerto, vede che gli è stata amputata una gamba all'altezza del ginocchio. Howard cerca di tranquillizzarlo, dicendogli che è stato morso da un ragno eremita marrone e che lo ha fatto visitare da un medico, il dottor Moseeay. Il medico avrebbe deciso drasticamente di amputargli l'arto per evitare che il veleno si espandesse, praticandogli l'epidurale per attutire il dolore, motivo per cui Wallace non riesce a muovere le braccia. Il ragazzo però non crede alla storia di Howard e capisce di essere svenuto perché l’uomo aveva drogato il tè con del secobarbital. Wallace si mette a piangere e a urlare, avendo compreso che Howard è uno psicopatico (e che tra l’altro non è nemmeno paraplegico), infatti l’uomo lo vuole sottoporre a delle operazioni chirurgiche per trasformarlo in un tricheco.
Terminato l’effetto dell'anestetico, Wallace riesce ad allontanarsi da Howard, a trovare il suo cellulare (che era stato nascosto dall’uomo) e a chiamare sia Ally che Teddy chiedendo aiuto, ma i due ignorano le telefonate (sono a letto insieme). Wallace invia quindi dei messaggi vocali ai due ma Howard gli arriva alle spalle e lo tramortisce prima che possa dire loro dove si trova. 
L'uomo sottopone il ragazzo a mostruose operazioni chirurgiche, raccontando contemporaneamente la sua infanzia: quando aveva dieci anni i suoi genitori vennero una sera assassinati da dei malfattori mentre era a Montréal, per questo venne dapprima portato in un orfanotrofio del Québec e infine confinato, assieme ai cosiddetti orfani di Duplessis, in uno dei manicomi gestiti dall'omonimo Premier e dalla Chiesa cattolica, dove per cinque anni abusarono fisicamente e sessualmente di lui fino all’età di quindici anni, quando riuscì a fuggire negli Stati Uniti e a salire a bordo di una nave. Da allora sviluppò una forte misantropia affermando addirittura che la sua amicizia con il Signor Tusk è stato l'unico vero legame puro della sua vita. Howard gli amputa anche l'altra gamba, gli taglia la lingua per impedirgli di parlare, cuce le sue braccia al resto del corpo e impianta nella bocca due zanne ottenute intagliando le sue stesse tibie. Infine cuce Wallace all'interno di un costume da tricheco fatto di pelle umana.
Dopo aver sentito il messaggio di aiuto sulla segreteria del cellulare, Ally e Teddy vanno in Canada a cercare Wallace denunciandone la scomparsa alle autorità competenti, ma non vengono presi molto sul serio. Un detective locale, Frank Garmin, tuttavia, li mette in contatto con un alcolizzato ex-ispettore della Sûreté du Québec, Guy LaPointe, che spiega ai due che probabilmente Wallace è stato rapito da un serial killer in azione da dieci anni e conosciuto con il soprannome de La prima moglie; quest'ultimo ha già rapito e ucciso ventitré persone riducendo i loro corpi in uno stato terribile (la stessa procedura che ha subìto Wallace). LaPointe rivela inoltre che probabilmente ha incontrato il killer a Lachute due anni prima senza rendersene conto, mentre indagava sulla scomparsa di un giocatore di hockey. L'uomo era riuscito a depistare le indagini impersonando la parte di un eccentrico e simpatico anziano di nome Bartholomew Moseeay, ma in un secondo momento LaPointe aveva scoperto che quel nome era falso e che non c'era alcuna corrispondenza, ma, quando era tornato nell'abitazione dove lo aveva incontrato, quello era già sparito.
Intanto Howard, oltre ad aver praticamente trasformato Wallace in un tricheco, condiziona la sua natura per renderla più simile a quella di un animale, incatenandolo in una piscina sotterranea, costringendolo a nuotare e a nutrirsi di maccarelli. Nel frattempo, Teddy, Ally e LaPointe cercano Wallace ripercorrendo le sue tappe, arrivando al negozio dove le due commesse danno all'ex-ispettore il blocco per gli appunti su cui Wallace aveva scritto l'indirizzo della villa. LaPointe lo ricalca con una matita, quindi, trovato l'indirizzo, si recano lì. 
Howard, con indosso un altro costume da tricheco in pelle umana, inizia a lottare con Wallace spingendolo a reagire: quando era rimasto bloccato sull'isola per sei mesi, pur provando amore per il Signor Tusk, la sua natura aveva prevalso e, per sopravvivere, lo aveva ucciso, cibandosi di lui poco prima di essere soccorso. Sopraffatto dal rimorso, ha trascorso gli ultimi quindici anni a trasformare le sue vittime nel suo amato salvatore, nel tentativo di rivivere il loro ultimo giorno e dare al Signor Tusk un'altra possibilità di sopravvivenza, nella speranza che, diversamente dal Signor Tusk e dalle altre ventitré precedenti vittime, il nuovo arrivato possa sconfiggerlo. Wallace riesce ad uccidere Howard affondando le zanne nel torace del suo aguzzino, che muore soddisfatto per aver finalmente adempiuto alla missione della sua vita. Poco dopo, LaPointe, Ally e Teddy, armati rispettivamente di un fucile a pompa e di due pistole, irrompono nella piscina e la ragazza, vedendo con orrore in quale creatura si è trasformato il suo amato Wallace, scoppia a piangere abbracciata da Teddy, mentre l'investigatore punta la propria arma contro il tricheco con l'apparente intenzione di ucciderlo.
È trascorso un anno, ormai Wallace sembra aver abbandonato la sua natura umana, abbracciando quella di un animale e ora è rinchiuso in un rifugio per animali esotici in disuso, dove Ally e Teddy continuano ad andare a trovarlo e a dargli da mangiare portando dei maccarelli. Seppur ancora inorriditi da come è ridotto il loro amico, i due tengono ancora molto a lui e al legame di affetto che li univa. Un giorno Wallace, guardando Ally, ricorda quando lei gli aveva raccontato, tempo prima, di come suo nonno le avesse detto che il pianto è ciò che differenzia gli esseri umani dagli altri animali. La ragazza, addolorata, dice a Wallace di amarlo ancora e si congeda con Teddy. Vedendo gli amici allontanarsi, Wallace non trattiene le lacrime, lasciando intendere che ha conservato parte della sua umanità.

## Distribuzione
Il film è stato presentato in anteprima mondiale il 6 settembre 2014 al Toronto International Film Festival, nella sezione Midnight Madness, ed è uscito nelle sale statunitensi il 19 settembre 2014. In Italia è stato presentato in anteprima nazionale alla nona edizione del Festival internazionale del film di Roma, il 19 ottobre 2014 e ha avuto solo un'altra proiezione all'interno della quarta edizione del FI PI LI Horror Festival di Livorno ad aprile 2015 al Nuovo Teatro Delle Commedie, evento organizzato in collaborazione con Universal Pictures Home Video per promuovere l'uscita del film i Dvd e BluRay.

## Curiosità
- Nel cast sono presenti Harley Quinn Smith e Lily-Rose Depp, figlie rispettivamente del regista del film Kevin Smith e dell'attore Johnny Depp.